# Bradley Smith
Bradley Smith (Oxford, 28 de noviembre de 1990) es un expiloto profesional de motociclismo  inglés. Fue contratado por Aprilia para 2019 como piloto de desarrollo y pruebas, corriendo cuatro carreras como piloto invitado durante la temporada. Además corrió en la temporada inaugural de la Copa Mundial de MotoE con el equipo One Energy Racing.
En 2009 estuvo a punto de ganar el campeonato mundial de motociclismo de 125cc al quedar subcampeón, por detrás de Julián Simón, consiguiendo 2 victorias y 9 podios. Tras dos temporadas en las que ha estado lejos de cabeza en Moto2, un 7.º y un 9.º puesto, firma para competir en MotoGP con Tech 3 para pilotar una Yamaha YZR-M1 sustituyendo a Andrea Dovizioso, y teniendo como compañero a Cal Crutchlow.

## Biografía

### Moto2

#### 2011
Después del Gran Premio de Portugal de 2010, se anunció que Smith estaría compitiendo en Moto2 en 2011, compitiendo para el equipo Tech 3 Racing, junto a uno de los pilotos que le habían negado una lugar en Moto2 un año antes, Mike Di Meglio.  El 19 de septiembre de 2011, se anunció que Smith había firmado un contrato de tres años con Tech 3 que lo vería permanecer en Moto2 en 2012, antes de pasar a MotoGP en 2013.
Smith comenzó su campaña de debut en Moto2 bien con un séptimo puesto en su primera carrera antes de seguirlo con un cuarto lugar en el Gran Premio de España. Smith consiguió su primer podio con un segundo lugar en su Gran Premio de casa en Silverstone, y lo siguió con dos terceros lugares en las dos carreras siguientes. Smith terminó su temporada de debut en Moto2, en séptimo lugar en la clasificación final del campeonato.

#### 2012
La temporada de Smith en 2012 estuvo llena de buenos resultados, anotando puntos en dieciséis de las dieciocho carreras, pero sin conseguir un podio. Su mejor resultado fue un cuarto lugar en el Gran Premio de Italia, y finalmente terminó la temporada en el noveno lugar en la clasificación final del campeonato con 112 puntos.

### MotoGP

#### 2013
Smith fue promovido a la clase reina a bordo de una Yamaha YZR-M1 del Monster Yamaha Tech3, como compañero de equipo de Cal Crutchlow. Concluyó la temporada en el décimo lugar, con 116 puntos, corriendo consistentemente entre los diez primeros en la mayoría de las carreras. Su mejor resultado fue un trío de sextos puestos obtenidos en los grandes premios de Cataluña, Alemania y Australia.

#### 2014

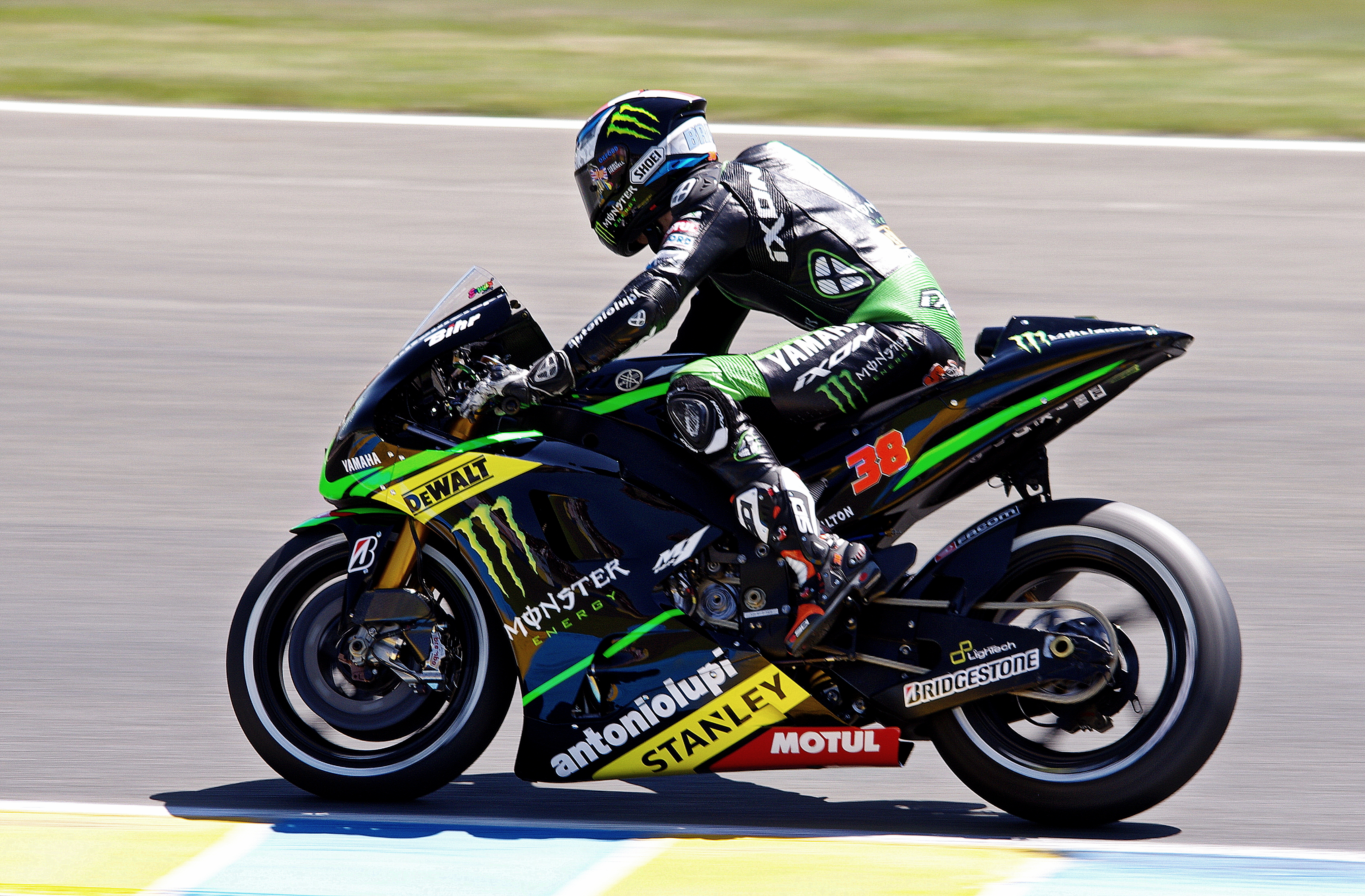
Smith en el Gran Premio de Francia 2014

En 2014, Smith continuó compitiendo con el Monster Yamaha Tech3, como compañero de equipo de Pol Espargaró. Terminó quinto en la segunda ronda del campeonato, en el Gran Premio de las Américas en Texas, logrando su mejor resultado hasta ese momento. Más adelante en la temporada, Smith logró su primer podio en MotoGP en Phillip Island, terminando en el tercer lugar; aprovechó las caídas de Cal Crutchlow y Pol Espargaró para obtener esa posición. También recibió un punto de penalidad de la Dirección de Carrera, después de que se consideró que había superado a otro piloto bajo banderas amarillas. Término la temporada en el octavo puesto con 121 puntos.

#### 2015

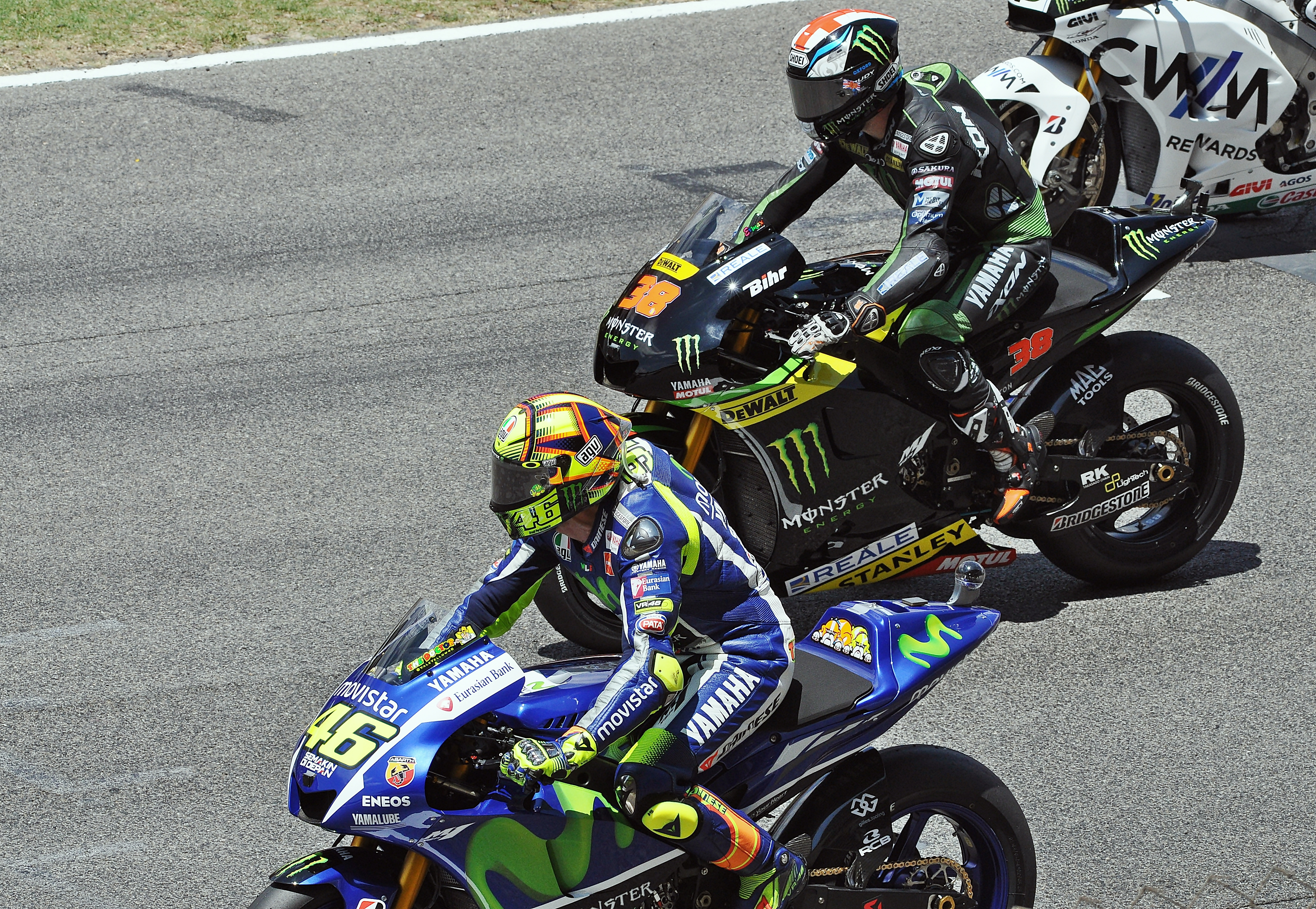
Smith junto a Valentino Rossi en el Gran Premio de Cataluña 2015

Siguiendo con Tech 3 para la temporada 2015, Smith terminó cada una de las primeras doce carreras en los diez primeros lugares, con dos resultados en el quinto lugar. En el Gran Premio de San Marino, Smith logró su mejor resultado de MotoGP con un segundo lugar a pesar de quedarse fuera de pista en neumáticos slick como la lluvia estaba cayendo - se cayó tan bajo como el 21 en la orden de las carreras antes de viajar por el campo. Con Scott Redding terminando en tercer lugar, el dúo se convirtió en el primer par de pilotos británicos para terminar en un podio de primera clase desde Barry Sheene y Tom Herron lo hizo en el Gran Premio de Venezuela en 1979.

## Resultados

### Campeonato del Mundo  de Motociclismo
Sistema de puntuación de 1993 hasta 2022:
| Posición | 1.º | 2.º | 3.º | 4.º | 5.º | 6.º | 7.º | 8.º | 9.º | 10.º | 11.º | 12.º | 13.º | 14.º | 15.º |
| Puntos   | 25  | 20  | 16  | 13  | 11  | 10  | 9   | 8   | 7   | 6    | 5    | 4    | 3    | 2    | 1    |

#### Por temporada
| Temp. | Cat.   | Moto               | Equipo                      | Carreras | Victorias | Podios | Poles | V.Ráp | Ptos.  | Pos. | CM |
| ----- | ------ | ------------------ | --------------------------- | -------- | --------- | ------ | ----- | ----- | ------ | ---- | -- |
| 2006  | 125cc  | Honda RS125R       | Repsol Honda                | 14       | 0         | 0      | 0     | 0     | 20     | 19.º | –  |
| 2007  | 125cc  | Honda RS125R       | Repsol Honda 125cc          | 16       | 0         | 1      | 0     | 0     | 101    | 10.º | –  |
| 2008  | 125cc  | Aprilia RSA 125    | Polaris World               | 17       | 0         | 4      | 3     | 0     | 150    | 6.º  | –  |
| 2009  | 125cc  | Aprilia RSA 125    | Bancaja Aspar Team 125cc    | 16       | 2         | 9      | 3     | 3     | 223.5  | 2.º  | –  |
| 2010  | 125cc  | Aprilia RSA 125    | Bancaja Aspar Team          | 17       | 1         | 6      | 3     | 1     | 223    | 4.º  | –  |
| 2011  | Moto2  | Tech 3 Mistral 610 | Tech 3 Racing               | 16       | 0         | 3      | 0     | 1     | 121    | 7.º  | –  |
| 2012  | Moto2  | Tech 3 Mistral 610 | Tech 3 Racing               | 17       | 0         | 0      | 0     | 0     | 112    | 9.º  | –  |
| 2013  | MotoGP | Yamaha YZR-M1      | Monster Yamaha Tech3        | 18       | 0         | 0      | 0     | 0     | 116    | 10.º | –  |
| 2014  | MotoGP | Yamaha YZR-M1      | Monster Yamaha Tech3        | 18       | 0         | 1      | 0     | 0     | 121    | 8.º  | –  |
| 2015  | MotoGP | Yamaha YZR-M1      | Monster Yamaha Tech3        | 18       | 0         | 1      | 0     | 0     | 181    | 6.º  | –  |
| 2016  | MotoGP | Yamaha YZR-M1      | Monster Yamaha Tech3        | 15       | 0         | 0      | 0     | 0     | 62     | 17.º | –  |
| 2017  | MotoGP | KTM RC16           | Red Bull KTM Factory Racing | 17       | 0         | 0      | 0     | 0     | 29     | 21.º | –  |
| 2018  | MotoGP | KTM RC16           | Red Bull KTM Factory Racing | 18       | 0         | 0      | 0     | 0     | 38     | 18.º | –  |
| 2019  | MotoGP | Aprilia RS-GP      | Aprilia Racing Team Gresini | 4        | 0         | 0      | 0     | 0     | 0      | NC   | –  |
| 2019  | Moto2  | Kalex Moto2        | Petronas Sprinta Racing     | 1        | 0         | 0      | 0     | 0     | 0      | NC   | –  |
| 2019  | MotoE  | Energica Ego Corsa | One Energy Racing           | 6        | 0         | 4      | 0     | 0     | 88     | 2.º  | –  |
| 2020  | MotoGP | Aprilia RS-GP      | Aprilia Racing Team Gresini | 2        | 0         | 0      | 0     | 0     | 5      | 17.º | –  |
| Total | Total  | Total              | Total                       | 230      | 3         | 29     | 9     | 5     | 1590.5 |      | –  |

#### Por categoría
| Cat.   | Temporadas  | 1.er Gran Premio | 1.er Podio        | 1.ª Victoria | Carreras | Victorias | Podios | Poles | V.Rap | Ptos.  | CM |
| ------ | ----------- | ---------------- | ----------------- | ------------ | -------- | --------- | ------ | ----- | ----- | ------ | -- |
| 125 cc | 2006–2010   | España 2006      | Francia 2007      | España 2009  | 80       | 3         | 20     | 9     | 4     | 717.5  | –  |
| Moto2  | 2011–2012   | Catar 2011       | Gran Bretaña 2011 |              | 34       | 0         | 3      | 0     | 1     | 233    | –  |
| MotoGP | 2013–2019   | Catar 2013       | Australia 2014    |              | 110      | 0         | 2      | 0     | 0     | 552    | –  |
| MotoE  | 2019        | Alemania 2019    | Alemania 2019     |              | 6        | 0         | 4      | 0     | 0     | 88     | –  |
| Total  | 2006 – 2018 | 2006 – 2018      | 2006 – 2018       | 2006 – 2018  | 230      | 3         | 29     | 9     | 5     | 1590.5 | –  |

#### Carreras por año
(Carreras en negrita indica pole position; Carreras en cursiva indica vuelta rápida)
| Año  | Cat.   | Moto     | 1       | 2       | 3       | 4       | 5        | 6       | 7       | 8       | 9       | 10      | 11      | 12      | 13     | 14      | 15      | 16      | 17     | 18     | 19    | Pos. | Ptos. |
| ---- | ------ | -------- | ------- | ------- | ------- | ------- | -------- | ------- | ------- | ------- | ------- | ------- | ------- | ------- | ------ | ------- | ------- | ------- | ------ | ------ | ----- | ---- | ----- |
| 2006 | 125cc  | Honda    | SPA 17  | QAT 22  | TUR Ret | CHN 22  | FRA 21   | ITA 19  | CAT 16  | NED 16  | GBR 12  | GER 12  | CZE     | MAL     | AUS 28 | JPN 8   | POR Ret | VAL 12  |        |        |       | 19.º | 20    |
| 2007 | 125cc  | Honda    | QAT 12  | SPA 26  | TUR 8   | CHN 8   | FRA 3    | ITA 8   | CAT 6   | GBR 7   | NED DNS | GER 8   | CZE 13  | RSM 8   | POR 12 | JPN Ret | AUS 16  | MAL 9   | VAL 8  |        |       | 10.º | 101   |
| 2008 | 125cc  | Aprilia  | QAT 16  | SPA 3   | POR Ret | CHN Ret | FRA 2    | ITA 5   | CAT 14  | GBR 10  | NED 5   | GER 4   | CZE 6   | RSM 2   | IND 8  | JPN Ret | AUS Ret | MAL 2   | VAL 4  |        |       | 6.º  | 150   |
| 2009 | 125cc  | Aprilia  | QAT 5   | JPN 10  | SPA 1   | FRA 4   | ITA 1    | CAT 8   | NED 3   | GER Ret | GBR 20  | CZE 4   | IND 2   | RSM 3   | POR 3  | AUS 2   | MAL 2   | VAL 2   |        |        |       | 2.º  | 223.5 |
| 2010 | 125cc  | Aprilia  | QAT 8   | SPA 4   | FRA 5   | ITA 4   | GBR 3    | NED 4   | CAT 2   | GER 5   | CZE 6   | IND Ret | RSM 4   | ARA 3   | JPN 3  | MAL 5   | AUS 5   | POR 3   | VAL 1  |        |       | 4.º  | 223   |
| 2011 | Moto2  | Tech 3   | QAT 9   | SPA 4   | POR 29  | FRA 9   | CAT 19   | GBR 2   | NED 3   | ITA 3   | GER Ret | CZE Ret | IND 4   | RSM 6   | ARA 6  | JPN 7   | AUS 18  | MAL DNS | VAL 23 |        |       | 7.º  | 121   |
| 2012 | Moto2  | Tech 3   | QAT 9   | SPA 11  | POR 10  | FRA 9   | CAT 12   | GBR 7   | NED 6   | GER 7   | ITA 4   | IND 15  | CZE 8   | RSM 8   | ARA 5  | JPN Ret | MAL 7   | AUS 11  | VAL 16 |        |       | 9.º  | 112   |
| 2013 | MotoGP | Yamaha   | QAT Ret | AME 12  | SPA 10  | FRA 9   | ITA 9    | CAT 6   | NED 9   | GER 6   | USA Ret | IND 8   | CZE Ret | GBR 9   | RSM 11 | ARA 7   | MAL 7   | AUS 6   | JPN 8  | VAL 7  |       | 10.º | 116   |
| 2014 | MotoGP | Yamaha   | QAT Ret | AME 5   | ARG 7   | SPA 8   | FRA 10   | ITA Ret | CAT 10  | NED 8   | GER 19  | IND 6   | CZE 9   | GBR 22  | RSM 7  | ARA 5   | JPN 9   | AUS 3   | MAL 5  | VAL 14 |       | 8.º  | 121   |
| 2015 | MotoGP | Yamaha   | QAT 8   | AME 6   | ARG 6   | SPA 8   | FRA 6    | ITA 5   | CAT 5   | NED 7   | GER 6   | IND 6   | CZE 7   | GBR 7   | RSM 2  | ARA 8   | JPN 7   | AUS 10  | MAL 4  | VAL 6  |       | 6.º  | 181   |
| 2016 | MotoGP | Yamaha   | QAT 8   | ARG 8   | AME 17  | SPA 12  | FRA Ret  | ITA 7   | CAT Ret | NED 13  | GER 13  | AUT 9   | CZE Ret | GBR     | RSM    | ARA     | JPN 13  | AUS 8   | MAL 14 | VAL 9  |       | 17.º | 62    |
| 2017 | MotoGP | KTM      | QAT 17  | ARG 15  | AME 16  | SPA 14  | FRA 13   | ITA 20  | CAT DNS | NED Ret | GER 14  | CZE Ret | AUT 18  | GBR 17  | RSM 10 | ARA 19  | JPN 17  | AUS 10  | MAL 12 | VAL 11 |       | 21.º | 29    |
| 2018 | MotoGP | KTM      | QAT 18  | ARG Ret | AME 16  | SPA 13  | FRA 14   | ITA 14  | CAT Ret | NED 17  | GER 10  | CZE Ret | AUT 14  | GBR C   | RSM 16 | ARA 13  | THA 15  | JPN 12  | AUS 10 | MAL 15 | VAL 8 | 18.º | 38    |
| 2019 | MotoGP | Aprilia  | QAT Ret | ARG     | AME     | SPA 17  | FRA      | ITA     | CAT Ret | NED     |         | CZE     |         |         |        | ARA 19  | THA     | JPN     | AUS    | MAL    |       | NC   | 0     |
| 2019 | Moto2  | Kalex    |         |         |         |         |          |         |         |         |         |         |         | GBR Ret |        |         |         |         |        |        |       | NC   | 0     |
| 2019 | MotoE  | Energica | GER 2   | AUT 3   | RSM 12  | RSM 8   | VAL 2    | VAL 2   |         |         |         |         |         |         |        |         |         |         |        |        |       | 2.º  | 88    |
| 2020 | MotoGP | Aprilia  | QAT C   | SPA 15  | AND 12  | CZE 17  | AUT\| 14 | EST 20  | RSM 19  | ERM 13  | CAT 16  | FRA Ret | ARA 19  | TER 15  | EUR    | VAL     | POR     |         |        |        |       | 17.º | 5     |

### Resultados en las 8 Horas de Suzuka
| Año  | equipo                     | Copilotos                        | Moto          | Pos. |
| ---- | -------------------------- | -------------------------------- | ------------- | ---- |
| 2015 | Yamaha Factory Racing Team | Katsuyuki Nakasuga Pol Espargaró | Yamaha YZF-R1 | 1.º  |